# Dyspetes sinensis
Dyspetes sinensis là một loài tò vò trong họ Ichneumonidae.